# Hayes County
Hayes County is een county in de Amerikaanse staat Nebraska.
De county heeft een landoppervlakte van 1.847 km² en telt 1.068 inwoners (volkstelling 2000). De hoofdplaats is Hayes Center.

## Bevolkingsontwikkeling

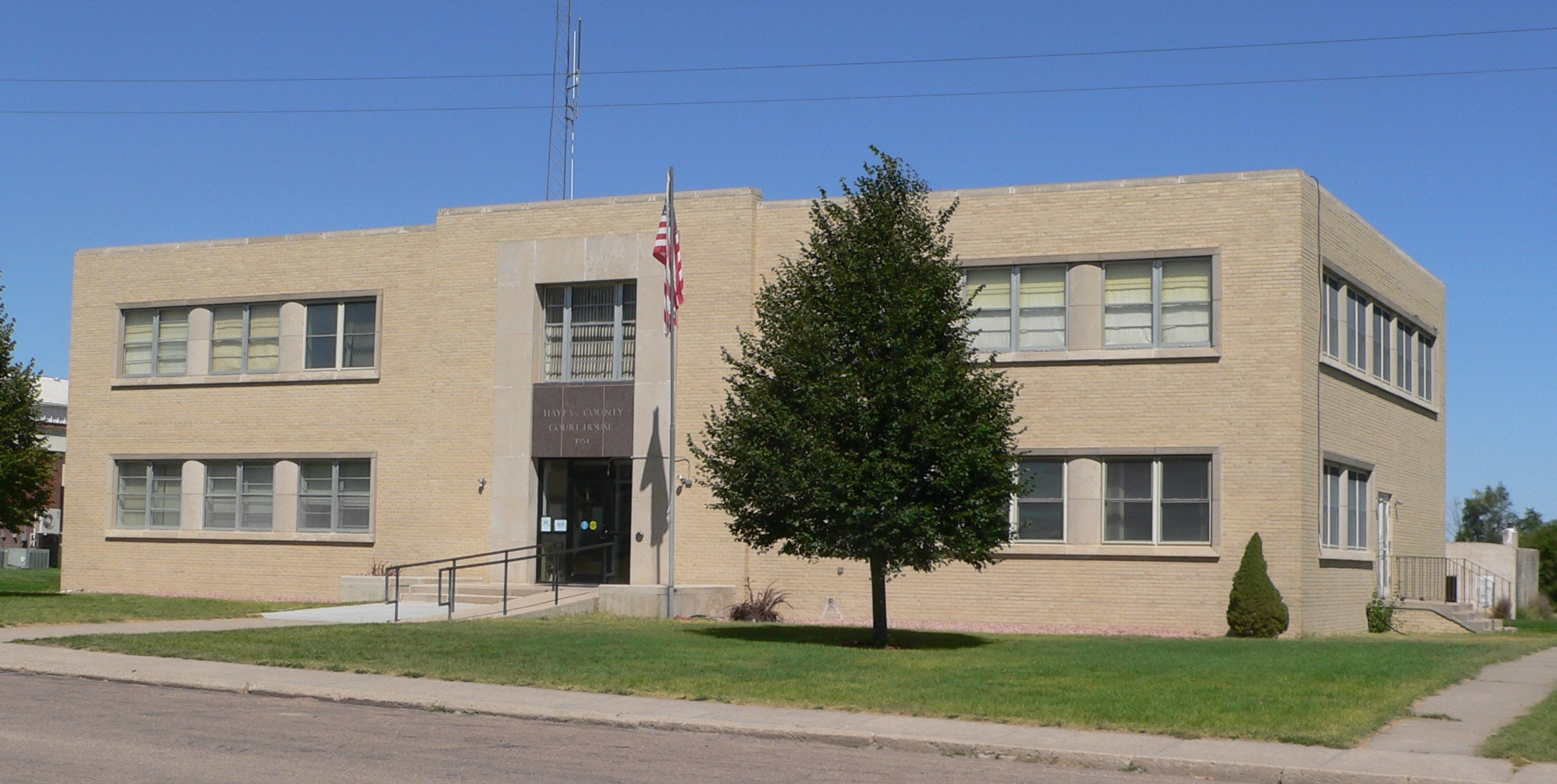
Hayes County Courthouse